# Soen
I Soen sono un supergruppo progressive metal svedese composto da vari musicisti provenienti dal metal estremo e non.

## Storia del gruppo

### Primi anni eCognitive(2010-2012)
Costituiti inizialmente nel 2004, è stato solo nel maggio 2010 che è stata annunciata la formazione con il nome attuale. La formazione originale vedeva fra i componenti l'ex batterista degli Opeth Martin Lopez, l'ex bassista dei Death, Testament e Sadus Steve DiGiorgio, il cantante dei Willowtree Joel Ekelöf e il chitarrista Joakim Platbarzdis. Il primo brano del gruppo, Fraccions, è stato pubblicato sul loro sito ufficiale nell'ottobre 2010.
Il 15 febbraio 2012 è stato pubblicato l'album di debutto Cognitive attraverso la Spinefarm Records. Il disco è stato missato da David Bottrill e masterizzato da João Carvalho; nell'edizione giapponese è presente anche una bonus track chiamata Writhen. Al fine di promuoverne l'uscita i Soen hanno reso disponibile i video di Savia e Delenda, oltre a quello per una versione acustica di Ideate.

### Tellurian(2014-2015)
Il 4 novembre 2014 i Soen hanno pubblicato il secondo album Tellurian, che rappresenta la prima pubblicazione con Stefan Stenberg al posto di Steve DiGiorgio. Il disco è stato prodotto da Platbarzdis, missato nuovamente da David Bottrill e masterizzato presso gli studi Gateway di Bob Ludwig negli Stati Uniti d'America da Adam Ayan. Il 27 dello stesso mese è stato reso disponibile il video per il brano The Words.
Per esso è stato intrapreso il tour European Excursion 2015, svoltosi in Europa tra febbraio e aprile 2015. Il 27 febbraio 2015 è stato inoltre presentato il lyric video del brano Kuraman.

### LykaiaeLotus(2016-2019)
Nel 2016 i Soen hanno firmato un nuovo contratto discografico con la UDR Music, con la quale hanno pubblicato il terzo album Lykaia il 3 febbraio 2017. Composto da otto brani, la produzione è stata affidata al nuovo chitarrista Marcus Jidell, che ha rimpiazzato Joakim Platbarzdis, ed è stato registrato mediante il solo utilizzo di apparecchiature analogiche. Nel settembre 2018 il disco è stato ripubblicato in veste rimasterizzata e con l'aggiunta di tre bonus track dal vivo, oltre a una copertina rinnovata.
Nel 2018 il gruppo ha annunciato Cody Ford come nuovo chitarrista al posto di Jidell e rivelato l'uscita del quarto album Lotus, avvenuta il 1º febbraio 2019 con la Silver Lining Music e che ha richiesto alla formazione due anni di lavorazione. La produzione è stata affidata per la prima volta a David Castillo and Iñaki Marconi, il primo dei quali già al lavoro con gruppi come Katatonia e Opeth.
La promozione di Lotus è avvenuta attraverso il video per il brano Martyrs, uscito il 7 dicembre 2018, oltre a una tournée europea svoltasi tra marzo e aprile 2019.

### Imperial(2020-presente)
Nell'ottobre 2020 il gruppo ha annunciato il quinto album Imperial e reso disponibile il lyric video per Antagonist. Uscito il 29 gennaio 2021, l'album rappresenta la prima uscita dei Soen insieme al bassista Oleksii "Zlatoyar" Kobel, subentrato a Stefan Stenberg.

## Stile musicale
Il batterista Martin Lopez ha descritto la musica dei Soen come «melodica, pesante, intricata e molto diversa da ogni altra cosa». Il primo album Cognitive è stato elogiato dalla critica specializzata per le capacità tecniche dei musicisti, ma evidenziato le troppe somiglianze stilistiche con i Tool. A tal proposito Lopez ha spiegato:
Con la pubblicazione di Tellurian il gruppo ha abbandonato parzialmente le influenze dei Tool in favore di un sound più personale e riconoscibile.

## Formazione
Attuale
- Martin Lopez – batteria, percussioni (2010-presente)
- Joel Ekelöf – voce (2010-presente)
- Lars Enok Åhlund – tastiera, chitarra (2016-presente)
- Cody Ford – chitarra (2018-presente)
- Oleksii "Zlatoyar" Kobel – basso (2020-presente)

Ex componenti
- Steve DiGiorgio – basso (2010-2014)
- Joakim Platbarzdis – chitarra (2010-2016)
- Marcus Jidell – chitarra (2016-2018)
- Stefan Stenberg – basso (2014-2020)

## Discografia

### Album in studio
- 2012 – Cognitive
- 2014 – Tellurian
- 2017 – Lykaia
- 2019 – Lotus
- 2021 – Imperial
- 2023 – Memorial

### Album dal vivo
- 2022 –  Atlantis